# MercyMe
MercyMe es una banda estadounidense de rock cristiano fundada en Edmond (Oklahoma). La banda está compuesta por el vocalista Bart Millard, el teclista James Bryson, el percusionista Robby Shaffer, el bajista Nathan Cochran y los guitarristas Michael Scheuchzer y Graul Barry.
Se formó en 1994 y ha lanzado seis álbumes independientes antes de firmar un contrato con INO Records en 2001. El grupo obtuvo reconocimiento con su sencillo «I Can Only Imagine», que elevó su álbum debut, Almost There, a una certificación de doble multi-platino. Desde entonces el grupo ha lanzado seis álbumes de estudio (De los cuales, cuatro han sido certificados con disco de oro) y un álbum de grandes éxitos, 10. El grupo también ha tenido trece resultados entre los cinco sencillos más altos de la lista musical de Billboard, Christian Songs, con siete de ellos en el lugar número uno. MercyMe ha ganado veintiséis premios entre los que caben seis premios Dove.

## Historia

### Formación y primeros años
El cantante Bart Millard se encuentra con el pianista James Phillip Bryson en Lakeland (Florida), luego de una invitación de su pastor de jóvenes. Ambos líderes tienen un equipo en un viaje a Europa. Se sienten llamados a trabajar a tiempo completo en la música. Luego, se encuentran con el guitarrista Michael John Scheuchzer, quien se les une, luego se muda a Oklahoma City. El grupo se formó formalmente en 1994 en Henderson Hills Baptist Church en Edmond (Oklahoma). En 1997, se mudaron a Nashville para encontrar un contrato discográfico. Después de un año, dejan Nashville para Dallas y graban un álbum. Ellos ministran en Irving Baptist Church. Luego se instalan en Greenville (Texas) y ministran a la Iglesia Highland Terrace Baptist Church.
El trío estableció un estudio y "una sala de estar" en una vieja y abandonada guardería. Más tarde el bajista Nathan Cochran y el baterista Robby Shaffer se unieron al grupo, acompañando a la banda en el lanzamiento de seis proyectos independientes antes de firmar con INO Records en el año 2001. A diferencia de sus tres primeros álbumes producidos por discográficas importantes, sus proyectos anteriores indie tendían a orientarse más hacia los ritmos de rock. El nombre "MercyMe" nació cuando Bart se encontraba como interno en la pastoral juvenil de Florida. La abuela de Bart estaba preocupada porque él, y le decía:

«Well mercy me, why don’t you get a real job?»
—en español:«Piedad de mí, ¿por qué no consigues un trabajo de verdad?»—

### 2001-2004:Almost There,Spoken ForyUndone
Después de firmar con INO Records, la banda lanzó su primer álbum debut, Almost There. El sencillo «I Can Only Imagine» hizo que ganaran un Premio Dove en 2002 por "Canción del año", sin embargo, la canción y el álbum comenzaron a ganar éxito comercial tres años después del lanzamiento, encabezando la lista Billboard 200 durante siete semanas, el sencillo llegó a estar en el puesto #71 en el chart Hot 100, #33 en Pop Songs, #27 en Adult Top 40, #5 en Adult Contemporary y #52 en Country Songs. Tiempo después, Almoste There recibió las certificaciones de oro y doble platino que representan más de dos millones de discos vendidos.

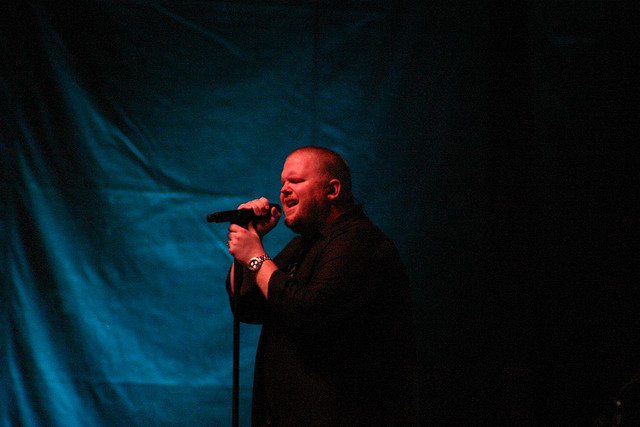
Bart Millard interpretando «Word of God Speak» en una presentación en 2005

En 2002, MercyMe publicó su segundo lanzamiento, Spoken Fore, pronunciada para que alcanzó su punto máximo en #2 en el chart Christian Albums. El álbum de dos sencillos, «Spoken Fore» y «Word of God Speak», estuvo en el puesto número uno de las emisoras cristianas, con «Word of God Speak» 22 semanas en el chart Christian Albums, de Billboard. Fue certificado con un disco de oro de la RIAA.
En 2003, el guitarrista Barry Graul, que había estado previamente con la banda de hard rock cristiano, Whitecross, se unió a MercyMe. Regalándole a banda un nuevo miembro, con el trabajaron para el tercer álbum de estudio del grupo, Undone. En 2004, el banda encabezó el "Imagine tour" con sus compañeros Amy Grant y Bebo Norman. Además de presentar su gira Imagine Tour, MercyMe lanzó su tercer álbum de grandes discográficas, Undone, que alcanzó el puesto #12 de la lista Billboard 200. El disco generó tres exitosos sencillos, «Here with Me» (Que encabezó el chart Christian Songs), «Homesick» (Que llegó al puesto número nueve del gráfico de Billboard, Adult Contemporary) e «In the Blink of an Eye». El álbum ganó un premio Dove, por «Pop / Contemporáneo Álbum del Año», y fue certificado con un disco de oro por la Recording Industry Association of America.

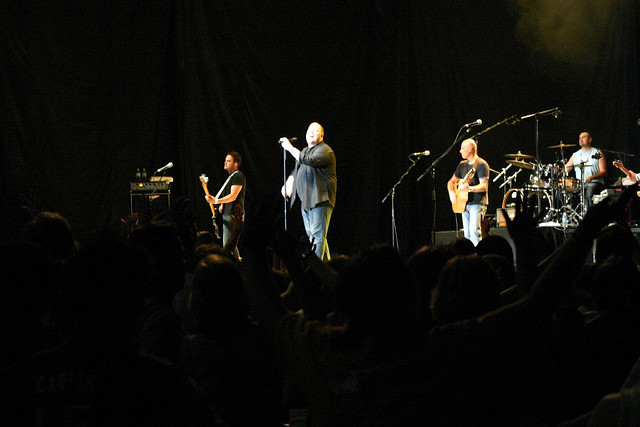
MercyMe en 2006

### 2005-2006:The Christmas SessionsyComing Up To Breathe
En 2005 programaron una gira junto con Jeremy Camp, The Afters y Monk & Neagle para promocionar su álbum Undone. Después del lanzamiento del álbum, la banda se tomó un tiempo para descansar antes de lanzar su próximo gran lanzamiento, así que ellos, viendo una oportunidad, decidieron trabajar en un disco navideño. The Christmas Sessions fue publicado el 27 de septiembre de 2007. dio lugar a siete canciones que alcanzó el top 40 de Christian Songs. Este llegó a posicionarse en el puesto #64 de Billboard 200 y el #10 en el chart Holiday Albums. Para promover el disco navideño, MercyMe programó una gira con Steven Curtis Chapman, quien también lanzó un álbum de Navidad de ese año titulado All I Really Want for Christmas.
En 2006, el grupo publicó Coming Up To Breathe que llegó a la posición #13 en Billboard 200 y #1 en Christian Albums. Aunque la banda tenía una buena repitación como cantantes adultos contemporáneos decidió hacer Coming Up To Breathe, un proyecto más orientado al rock, por ese motivo llegó a estar de #5 en la lista musical de ventas Rock Albums. Este proyecto discográfico generó tres sencillos para la radio: «So Long Self», «Hold Fast» y «Bring the Rain», uno del cual («So Long Self») alcanzó el primer lugar en el chart Christian Songs. Coming Up To Breathe fue certificado con oro por la RIAA.
En apoyo del álbum, MercyMe, embarcó su gira "Coming Up To Breathe Tour" junto con Audio Adrenaline (en su tour de despedida) y Phil Wickham. La mitad de las entradas se vendieron cuando la gira promocional llevaba dos semanas en rodaje.

### 2007-2009:All That is Within Me,Coming Up To Breathe: Acousticy10
El 20 de noviembre de 2007, lanzan All That Is Within. Millar, el cantante del grupo, había creído que el álbum tendría la mitad de las canciones escritas por la banda y la otra mitad escrita por otros cantantes, pero cuando llegó al estudio, los integrantes ya tenían preparadas los temas para el proyecto. Tras el lanzamiento, el álbum llegó al puesto #15 en Billboard 200 y #1 en Christian Albums. Este contenía tres sencillos: «God With Us», «You Reign» y «Finally Home», el tercero alcanzó el top 3 en el chart Christian Songs. El álbum fue certificado con disco de oro en Estados Unidos por la RIAA. En 2008 bajo la discográfica Provident-Integrity, la banda lanzó Coming Up To Breathe: Acoustic, una versión acústica de su versión anterior Coming Up To Breathe.
El 7 de abril de 2009, los integrantes de la banda lanzaron su primer álbum de grandes éxitos, 10, una compilación que consta de 15 grabaciones de estudio y 11 videos en vivo, así como varios documentales sobre la banda. La compilación logró entrar en el puesto #1 de Christian Albums y #18 de Billboard 200. Este no contenía ningún sencillo nuevo. El 8 de agosto de 2009 el autobús de MercyMe chocó con un auto que dio un giro inesperado hacia la izquierda. En el accidente murieron dos de los pasajeros del auto, incluyendo el bebé que se encontraba aún en el vientre de la conductora. El grupo guardó silencio por unos días, no se puso en contacto con los familiares o amigos de los fallecidos, sin embargo en una declaración, la banda pronunció estas palabras:

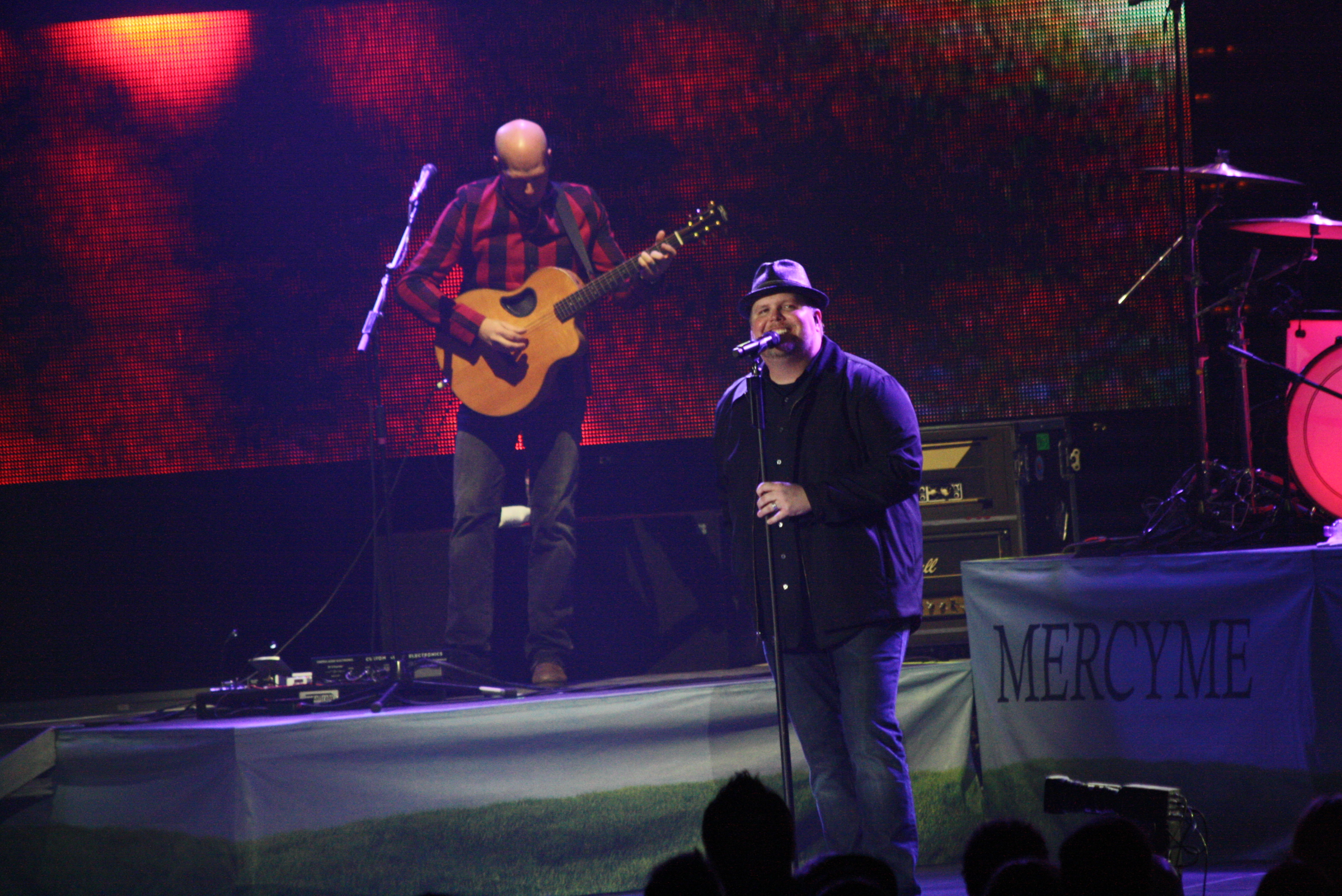
Bart Millard y Barry Graul en un concierto en febrero de 2011

MercyMe desea expresar su increíble dolor por este terrible accidente [...] Ellos están orando por las familias de todos quienes serán afectados por esto, y están pidiendo a otros que por favor también oren.

### 2010-presente:The Generous Mr. Lovewelly otros proyectos
El séptimo álbum de estudio, The Generous Mr. Lovewell, fue lanzado el 4 de mayo de 2010. El álbum alcanzó el puesto #3 en Billboard 200 [su mayor posicionamiento hasta la actualidad] y #1 en Christian Albums. El tema central del disco es el amor de Dios; la grabación dio lugar a tres sencillos: «All of Creation», «Beautiful» y «Move», que han encabezado la lista musical Christian Songs. Una vez finalizando The Generous Mr. Lovewell Tour, le pidieron a la banda que cantara en un partido de los Dallas Cowboys. MercyMe lanzó su álbum de culto The Worship Sessions el 30 de agosto de 2011, y solo está a la venta en librerías cristianas.

## Filantropía
En 2005, MercyMe participó en un concierto benéfico junto con otros artistas country y góspel para las personas afectadas por el terremoto de Sumatra-Andamán. En 2009 la banda realizó una gira con Compassion International (Fundación que ayuda a personas con necesidades médicas) e Imagine A Cure (Fundación que tiene la misión de recaudar dinero a través de donaciones y eventos para ayudar a niños con diábetes). Entre las canciones que se encuentran en su undécimo álbum, Coming Up To Breathe, está la composición «I Would Die For You». Esta canción fue creada en memoria de BJ Higgins, un niño que contrajo la peste bubónica en los campos de misión de Perú. Desde entonces, «I Would Die For You» ha sido utilizada para recaudar fondos para The Go Foundation, creada a prematura muerte de Higgins.

## Miembros

### Miembros activos
- Bart Millart: Vocalista
- Nathan Cochran: Bajista
- Michael "Mike" Scheuchzer: Guitarrista
- Robby Shaffer: Baterista
- James "Jim" Bryson: Tecladista
- Barry Graul: Guitarrista

## Discografía
Álbumes Independientes
- 1995: Pleased to Meet You
- 1996: Traces of Rain
- 1997: Traces of Rain: Volume 2
- 1998: The Need
- 1999: The Worship Project
- 2000: Look

Álbumes de estudio
- 2001: Almost There
- 2002: Spoken For
- 2004: Undone
- 2005: The Christmas Sessions
- 2006: Coming Up to Breathe
- 2007: All That Is Within Me
- 2010: The Generous Mr. Lovewell
- 2012: The Hurt & The Healer

Álbumes exclusivos
- 2007: Coming Up to Breathe: Acoustic
- 2011: The Worship Sessions

Álbumes recopilatorios
- 2009: 10

Sencillos
- 2001: «I Can Only Imagine»
- 2002: «Spoken For»
- 2003: «Word of God Speak»
  - «The Change Inside Of Me»
- 2004: «Here with Me»
  - «Homesick»
- 2005: «In the Blink of an Eye»
- 2006: «So Long Self»
  - «Hold Fast»
- 2007: «Bring the Rain»
  - «God with Us»
- 2008: «You Reign»
- 2009: «Finally Home»
- 2010: «All of Creation»
  - «Beautiful»
- 2011: «Move»

Álbumes en vivo
- 2004: Mercy Me Live

## Premios y nominaciones
| Año  | Premio                           | Categoría                                                        | Trabajo nominado                 | Resultado |
| ---- | -------------------------------- | ---------------------------------------------------------------- | -------------------------------- | --------- |
| 2002 | GMA Dove Awards                  | Canción del Año                                                  | «I Can Only Imagine»             | Nominado  |
| 2002 | GMA Dove Awards                  | Canción del Año Pop/Cobtemporáneo                                | «I Can Only Imagine»             | Ganador   |
| 2004 | GMA Dove Awards                  | Grupo del Año                                                    | MercyMe                          | Ganador   |
| 2004 | GMA Dove Awards                  | Artista del Año                                                  | MercyMe                          | Ganador   |
| 2004 | GMA Dove Awards                  | Canción del Año Pop/Contemporánea                                | «Word of God Speak»              | Ganador   |
| 2004 | GMA Dove Awards                  | Canción del Año                                                  | «Word of God Speak»              | Nominado  |
| 2005 | GMA Dove Awards                  | Álbum del Año Pop/Contemporáneo                                  | Undone                           | Ganador   |
| 2005 | GMA Dove Awards                  | Álbum del Año - Evento especial                                  | The Passion of the Christ: Songs | Ganador   |
| 2003 | ASCAP Awards                     | Compositor del Año                                               | Bart Millard                     | Ganador   |
| 2004 | Victory Awards                   | Artista del Año                                                  | MercyMe                          | Ganador   |
| 2004 | Victory Awards                   | Mejor canción de inspiración (Dúo / Grupo)                       | «Word of God Speak»              | Ganador   |
| 2004 | American Music Awards            | Artista favorito de inspiración contemporánea                    | MercyMe                          | Ganador   |
| 2010 | American Music Awards            | Artista favorito de inspiración contemporánea                    | MercyMe                          | Ganador   |
| 2004 | American Christian Music Awards  | Realización del artista y Dúo / Grupo del Año                    | MercyMe                          | Ganador   |
| 2004 | American Christian Music Awards  | Canción grabada del Año y Sobresaliente Dúo/Grupo                | «Word Of God Speak» y MercyMe    | Ganador   |
| 2004 | American Christian Music Awards  | Artista de alabanza, adoracón e inspiración del Año              | MercyMe                          | Ganador   |
| 2009 | Billboard Magazine Decade Awards | #1 Artista de la década en canciones                             | MercyMe                          | Ganador   |
| 2009 | Billboard Magazine Decade Awards | #1 Artista de la década en canciones para adultos contemporáneos | MercyMe                          | Ganador   |
| 2009 | Billboard Magazine Decade Awards | #1 Canción cristiana de la década                                | «Word of God Speak»              | Ganador   |
| 2009 | Billboard Magazine Decade Awards | #16 Canción cristiana de la década                               | «Here With Me»                   | Ganador   |
| 2009 | Billboard Magazine Decade Awards | #19 Canción cristiana de la década                               | «God With Us»                    | Ganador   |
| 2009 | Billboard Magazine Decade Awards | #35 Canción cristiana de la década                               | «You Reign»                      | Ganador   |
| 2009 | Billboard Magazine Decade Awards | #48 Canción cristiana de la década                               | «In the Blink of an Eye»         | Ganador   |
| 2009 | Billboard Magazine Decade Awards | #49 Canción cristiana de la década                               | «Bring the Rain»                 | Ganador   |
| 2009 | Billboard Magazine Decade Awards | #4 Artista de la década en álbumes cristianos                    | MercyMe                          | Ganador   |
| 2009 | Billboard Magazine Decade Awards | #4 Álbum cristiano de la década                                  | Almost There                     | Ganador   |
| 2009 | Billboard Magazine Decade Awards | #38 Álbum cristiano de la década                                 | Undone                           | Ganador   |
| 2009 | Billboard Magazine Decade Awards | #46 Álbum cristiano de la década                                 | Spoken For                       | Ganador   |